# Jacques Range
Jacques Range är en bergskedja i Kanada.   Den ligger i provinsen Alberta, i den centrala delen av landet, 3 100 km väster om huvudstaden Ottawa.
Jacques Range sträcker sig 32 km i sydostlig-nordvästlig riktning. Den högsta toppen är Sirdar Mountain, 2 804 meter över havet.
Topografiskt ingår följande toppar i Jacques Range:
- Cinquefoil Mountain
- Colin Range
- Colin Ridge
- Grisette Mountain
- Hawk Mountain
- Medicine Lake Slabs
- Merlin Ridge
- Mount Colin
- Mount Dromore
- Mount Merlin
- Roche Bonhomme
- Roche Jacques
- Sirdar Mountain

I omgivningarna runt Jacques Range växer i huvudsak barrskog. Trakten runt Jacques Range är nära nog obefolkad, med mindre än två invånare per kvadratkilometer.